# Valenopsalis
Valenopsalis is een geslacht van uitgestorven zoogdieren uit het Paleoceen van Noord-Amerika, meer specifiek uit de biozone van het Puercan van Wyoming, Montana en Saskatchewan.

## Naamgeving
Oorspronkelijk in 1965 door Robert Evan Sloan en Van Valen geplaatst in het geslacht Catopsalis als een Catopsalis joyneri, waarvan de soortaanduiding Newell Fodge Joyner eerde, is het in 2015 door Thomas Edward Williamson, Stephen L. Brusatte, Ross Secord en Sarah Shelley verplaatst naar zijn eigen geslacht omdat Catopsalis als een prullenbaktaxon fungeerde. De geslachtsnaam eert wijlen Leigh Van Valen en verbindt diens naam met het Grieks psalis, 'schaar', een gebruikelijk achtervoegsel in de namen van Multituberculata als verwijzing naar de knippende functie van hun gebit.
Het holotype is UMVP 1494, een rechterbovenkaaksbeen in 1963 gevonden in de Bug Creek Anthills in Montana.

## Beschrijving
Verschillende onderscheidende kenmerken werden in 2015 vastgesteld. De vierde premolaar heeft twee wortels die min of meer even lang zijn. De vierde premolaar is relatief lang met meer dan veertig procent van de lengte van de eerste kies. Er is een bovenste derde premolaar aanwezig. De binnenste (linguale) knobbelrij van de eerste bovenste kies beslaat vijftig tot tachtig procent van de lengte van de tand. De kronen van de kiezen zijn niet geornamenteerd.

## Fylogenie
Valenopsalis wordt beschouwd als de meest basale vertegenwoordiger van Taeniolabidoidea.